# Pinus torreyana
Pinus torreyana, el pino de Torrey, también llamado "Del Mar pine" y "soledad pine," es un pino de copa ancha y abierta que se desarrolla hasta alcanzar de 8 a 15 m de altura, sus hojas son agujas (punteros) de 20 a 35 cm de longitud en grupos de cinco. Los conos son resistentes y pesados, normalmente de 8 a 15 cm de longitud por anchura, y contienen grandes piñones  comestibles cubiertos de cáscara muy dura.

## Situación actual de sus poblaciones
El pino de Torrey, llamado así en honor de John Torrey (1796-1873), es el pino más escaso de los Estados Unidos. La población silvestre se restringe a tan solo unos 3000 ejemplares que crecen en una estrecha franja a lo largo de la costa de California en San Diego. También hay una población de la variedad (Pinus torreyana var. insularis) en una sola masa arbórea en la Isla Santa Rosa, enfrente de la costa de Santa Bárbara. Esta variedad, está considerada como única, lo que la convierte en uno de los pinos más escasos y raros del mundo, con tan solo 100 ejemplares, a principios del siglo XX. Sin embargo, su población ha aumentado a unos 2000 árboles en la actualidad (el críticamente amenazado Pinus squamata en el suroeste de China es probablemente el pino más escaso y raro en la actualidad con tan solo 20 árboles).

## Hábitat

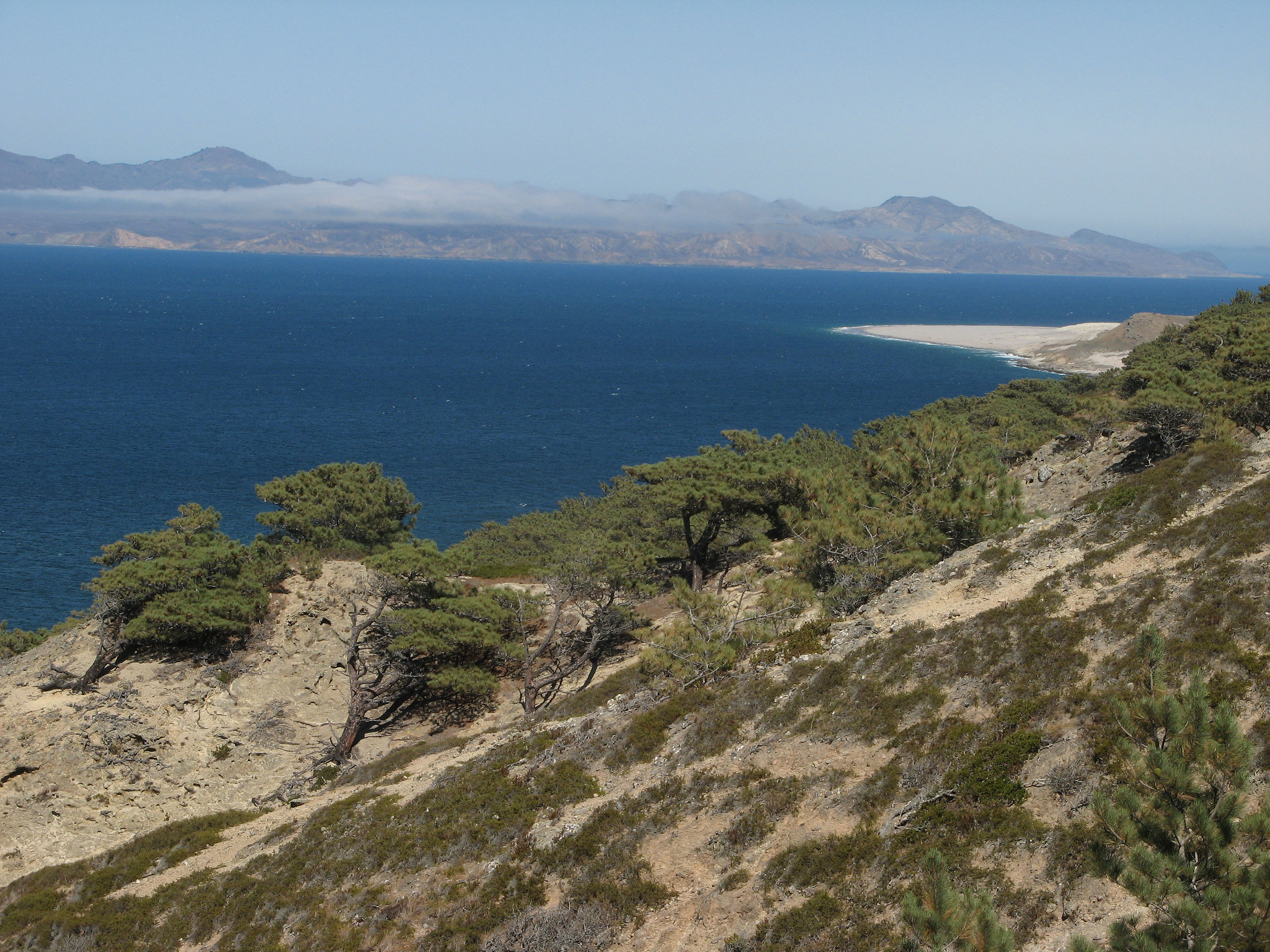
Un bosquete de Pino de Torrey silvestres en Isla Santa Rosa.

En su medio natural el pino de Torrey crece lentamente en suelo arenoso seco. Su sistema radicular es extenso. Una planta de semillero minúscula puede enviar una raíz principal de 60 cm en busca de humedad y alimento. Un árbol maduro puede tener raíces extendidas a unos 75 metros.
En su medio natural, estropeados por los vientos costeros cargados de sal, se retuercen a menudo en las formas hermosas que asemejan a los bonsáis y raramente exceden los 12 m de altura.
Como sotobosque asociado, se puede encontrar la especie también endémica Baccharis vanessae.

## Cultivo y usos
Los piñones fueron una importante fuente de alimentación para la tribu kumiai uno de los pueblos de nativos americanos.
Especie amenazada en su medio natural, el pino de Torrey está plantado como árbol ornamental, especialmente en el Condado de San Diego donde está considerado como un icono local. Aquí hay varios lugares que llevan su nombre tal como « Torrey Pines State Reserve », « Torrey Pines Golf Course », « Torrey Pines High School », y el « Torrey Pines Gliderport », además de caminos, negocios, parques y playas. En cultivo, en terrenos rícos, lluvia más abundante que en la zona donde crecen los árboles silvestres, son capaces de tener un crecimiento más rápido y alcanzar un tamaño mayor llegando a alcanzar los 45 m de altura en un espécimen conocido.
Los pinos de Torrey están protegidos en la ciudad de Del Mar, California. Los ciudadanos deben de obtener previa solicitud a las autoridades un permiso para poder cortar cualquiera de estos árboles.
Actualmente está siendo probado como árbol de cultivo en plantaciones para uso en silvicultura en Australia, Nueva Zelanda y Kenia.